# Port lotniczy Zurych-Kloten

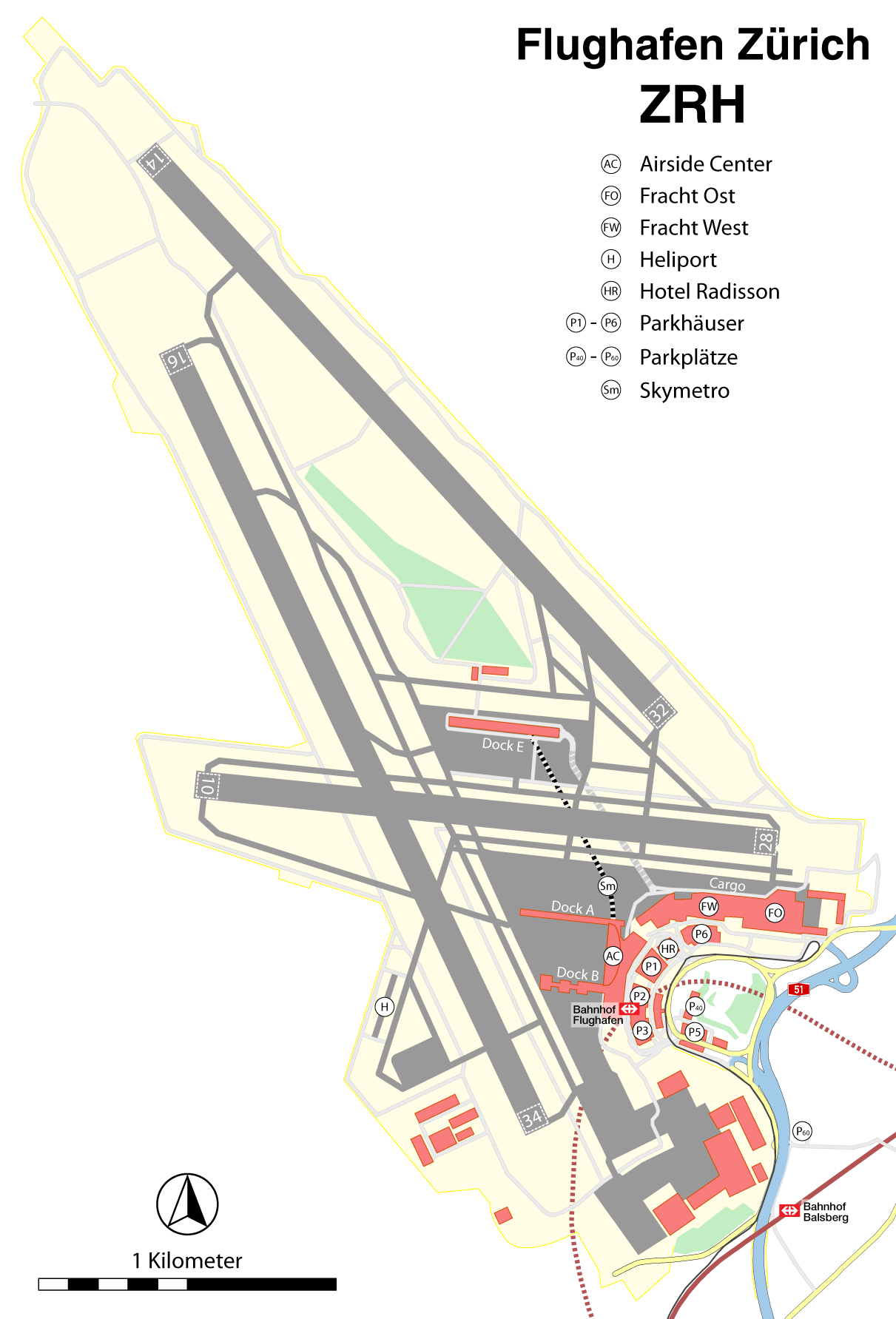
Plan lotniska

Port lotniczy Zurych (niem. Flughafen Zürich) – międzynarodowy port lotniczy położony 13 km na północ od Zurychu. Jest największym portem lotniczym w Szwajcarii. W 2019 obsłużył 31,5 mln pasażerów. Posiada trzy pasy startowe.

## Udogodnienia
Lotnisko o standardzie międzynarodowym, m.in. możliwe są odpłatne wycieczki po lotnisku specjalnym autobusem.

## Linie lotnicze i połączenia[3]
| Linia Lotnicza             | Kierunek |
| -------------------------- | --- |
| Aegean Airlines            | 1. Ateny 2. Saloniki Sezonowo: 1. Heraklion |
| Aer Lingus                 | 1. Dublin |
| Air Cairo                  | Sezonowo: 1. Hurghada 2. Marsa Alam |
| Air Canada                 | 1. Toronto-Pearson |
| Air Corsica                | Sezonowo: 1. Ajaccio |
| Air Europa                 | 1. Madryt |
| Air France                 | 1. Paryż-Charles de Gaulle |
| Air Serbia                 | 1. Belgrad Sezonowo: 1. Nisz |
| airBaltic                  | 1. Ryga |
| American Airlines          | 1. Filadelfia |
| AnadoluJet                 | 1. Antalya 2. Stambuł-Sabiha Gökçen |
| Austrian Airlines          | 1. Wiedeń |
| BeOnd                      | 1. Male |
| British Airways            | 1. Londyn-City 2. Londyn-Heathrow |
| Brussels Airlines          | 1. Bruksela |
| Bulgaria Air               | 1. Sofia |
| Cathay Pacific             | 1. Hongkong |
| Chair Airlines             | 1. Gran Canaria 2. Hurghada 3. Marsa Alam 4. Ochryda 5. Palma de Mallorca 6. / Prisztina 7. Szarm el-Szejk 8. Skopje 9. Teneryfa-Południe Sezonowo: 1. Fuerteventura 2. Heraklion 3. Ibiza 4. Kos 5. Larnaka 6. Rodos |
| Condor                     | 1. Frankfurt Sezonowo: 1. Heraklion 2. Ibiza 3. Kos 4. Larnaka 5. Palma de Mallorca 6. Rodos |
| Corendon Airlines          | Sezonowo: 1. Antalya |
| Croatia Airlines           | 1. Zagrzeb Sezonowo: 1. Dubrownik 2. Pula 3. Split |
| Cyprus Airways             | 1. Larnaka |
| Delta Air Lines            | 1. Nowy Jork-JFK Sezonowo: 1. Atlanta |
| EasyJet                    | 1. Berlin 2. Lizbona 3. Londyn-Gatwick 4. Londyn-Luton 5. Porto Sezonowo: 1. Alicante 2. Katania 3. Londyn-Stansted 4. Neapol |
| Edelweiss Air              | 1. Amman 2. Akaba 3. Bergen 4. Bogota 5. Cancún 6. Cartagena 7. Katania 8. Edynburg 9. Fuerteventura 10. Madera 11. Gran Canaria 12. Hawana 13. Hurghada 14. Lamezia Terme 15. Lanzarote 16. Marsa Alam 17. Mauritius 18. Palma de Mallorca 19. / Prisztina 20. Punta Cana 21. San José 22. Skopje 23. Tampa 24. Tbilisi 25. Teneryfa-Południe Sezonowo: 1. Agadir 2. Akureyri 3. Antalya 4. Bari 5. Biarritz 6. Bilbao 7. Boa Vista 8. Bodrum 9. Bristol 10. Cagliari 11. Calgary 12. Calvi (od 6 lipca 2025) 13. Kapsztad 14. Chania 15. Kolombo 16. Korfu 17. Cork 18. Dalaman 19. Denver 20. Dżerba 21. Dubrownik 22. Faro 23. Figari 24. Giza 25. Halifax (od 3 lipca 2025) 26. Harstad/Narwik 27. Heraklion 28. Ho Chi Minh 29. Ibiza 30. Ivalo 31. Jerez 32. Kalamata 33. Kilimandżaro 34. Kittilä 35. Kos 36. Kuusamo 37. La Palma 38. Larnaka 39. Las Vegas 40. Liberia 41. Luksor 42. Mahé 43. Male 44. Marrakesz 45. Menorka 46. Montego Bay 47. Maskat 48. Mykonos 49. Newquay 50. Ochryda 51. Olbia 52. Phuket 53. Ponta Delgada 54. Preweza 55. Puerto Plata 56. Pula 57. Reykjavík-Keflavík 58. Rodos 59. Sal 60. Salala 61. Samos 62. Santiago de Compostela 63. Santorini 64. Seattle 65. Sewilla 66. Szarm el-Szejk 67. Skiathos 68. Split 69. Terceira (od 25 czerwca 2025) 70. Tivat 71. Tromsø 72. Tunis 73. Vancouver 74. Varadero 75. Warna 76. Zadar (od 28 czerwca 2025) 77. Zakintos 78. Zanzibar (od 28 października 2025) Sezonowe czartery: 1. Svalbard 2. Rovaniemi                  |
| EgyptAir                   | 1. Kair |
| El Al                      | 1. Tel Awiw |
| Emirates                   | 1. Dubaj |
| Ethiopian Airlines         | 1. Addis Abeba 2. Mediolan-Malpensa |
| Etihad Airways             | 1. Abu Zabi |
| Eurowings                  | 1. Berlin 2. Kolonia/Bonn 3. Düsseldorf 4. Hamburg Sezonowo: 1. Palma de Mallorca |
| Finnair                    | 1. Helsinki-Vantaa |
| Helvetic Airways           | Sezonowo: 1. Antalya 2. Harstad/Narwik 3. Heraklion 4. Hurghada 5. Kittilä 6. Kos 7. Larnaka 8. Palma de Mallorca |
| Iberia                     | 1. Madryt |
| Icelandair                 | 1. Reykjavik-Keflavík |
| Israir Airlines            | Sezonowo: 1. Tel Awiw |
| ITA Airways                | 1. Rzym-Fiumicino |
| KLM                        | 1. Amsterdam |
| KM Malta Airlines          | 1. Malta |
| Korean Air                 | Sezonowo: 1. Seul-Inczon |
| LOT                        | 1. Warszawa-Chopin |
| Lufthansa                  | 1. Frankfurt 2. Monachium |
| Oman Air                   | Sezonowo: 1. Maskat |
| Pegasus Airlines           | 1. Izmir (od 20 września 2025) 2. Stambuł-Sabiha Gökçen |
| Qatar Airways              | 1. Doha |
| Royal Jordanian            | 1. Amman |
| Saudia                     | 1. Rijad Sezonowo: 1. Dżudda |
| SAS                        | 1. Kopenhaga 2. Oslo-Gardermoen 3. Sztokholm-Arlanda |
| Singapore Airlines         | 1. Singapur |
| SunExpress                 | 1. Ankara 2. Antalya 3. Gaziantep 4. Izmir Sezonowo: 1. Dalaman |
| SWISS                      | 1. Alicante 2. Amsterdam 3. Ateny 4. Bangkok-Suvarnabhumi 5. Barcelona 6. Bejrut 7. Belgrad 8. Berlin 9. Birmingham 10. Bolonia 11. Bordeaux 12. Boston 13. Brema 14. Brindisi 15. Bruksela 16. Bukareszt 17. Budapeszt 18. Buenos Aires-Ezeiza 19. Kair 20. Chicago-O’Hare 21. Kluż-Napoka 22. Kopenhaga 23. Delhi 24. Drezno 25. Dubaj 26. Dublin 27. Düsseldorf 28. Florencja 29. Frankfurt 30. Gdańsk 31. Genewa 32. Göteborg 33. Graz 34. Hamburg 35. Hanower 36. Hongkong 37. Johannesburg 38. Koszyce 39. Kraków 40. Lizbona 41. Lublana 42. Londyn-City 43. Londyn-Heathrow 44. Los Angeles 45. Luksemburg 46. Madryt-Barajas 47. Malaga 48. Manchester 49. Marsylia 50. Miami 51. Mediolan-Malpensa 52. Montreal-Trudeau 53. Mumbaj 54. Monachium 55. Nantes 56. Neapol 57. Newark 58. Nowy Jork-JFK 59. Nicea 60. Oslo-Gardermoen 61. Palermo 62. Palma de Mallorca 63. Paryż-Charles de Gaulle 64. Porto 65. Praga 66. Rzym-Fiumicino 67. Rotterdam 68. San Francisco 69. São Paulo-Guarulhos 70. Sarajewo 71. Seul-Inczon 72. Szanghaj-Pudong 73. Singapur 74. Sofia 75. Sztokholm-Arlanda 76. Stuttgart 77. Tallinn 78. Tel Awiw 79. Saloniki 80. Tirana 81. Tokio-Narita 82. Walencja 83. Wenecja 84. Wiedeń 85. Wilno 86. Warszawa-Chopin 87. Waszyngton-Dulles 88. Wrocław Sezonowo: 1. Billund 2. Dubrownik (od 28 czerwca 2025) 3. Heringsdorf (od 28 czerwca 2025) 4. Londyn-Gatwick 5. Malta 6. Montpelier (od 28 czerwca 2025) 7. Nisz (wznowione 30 czerwca 2025) 8. Sylt 9. Toronto-Pearson |
| Tailwind Airlines          | Sezonowe czartery: 1. Antalya |
| TAP Portugal               | 1. Lizbona 2. Porto |
| Thai Airways International | 1. Bangkok-Suvarnabhumi |
| Travelcoup                 | Sezonowo: 1. Ibiza 2. Monachium 3. Palma de Mallorca |
| Tunisair                   | Sezonowo: 1. Dżerba 2. Tunis |
| Turkish Airlines           | 1. Stambuł Sezonowo: 1. Gaziantep |
| Twin Jet                   | 1. Lyon |
| United Airlines            | 1. Chicago-O’Hare 2. Newark 3. Waszyngton-Dulles Sezonowo: 1. San Francisco |
| Vueling Airlines           | 1. Barcelona |